# RMS Republic (1903)
RMS Republic byla zaoceánská loď dokončená roku 1903 v loděnici Harland & Wolff v Belfastu. Postavena byla pod jménem Columbus pro společnost Dominion Line. Na svou první plavbu z Liverpoolu do Bostonu parník vyplul 1. října 1903. Poté absolvoval ještě jednu plavbu, po níž byl převzat společností White Star Line a přejmenován na Republic.

## Potopení

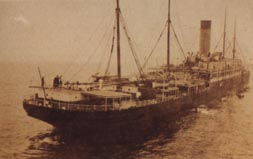
Potápějící se Republic

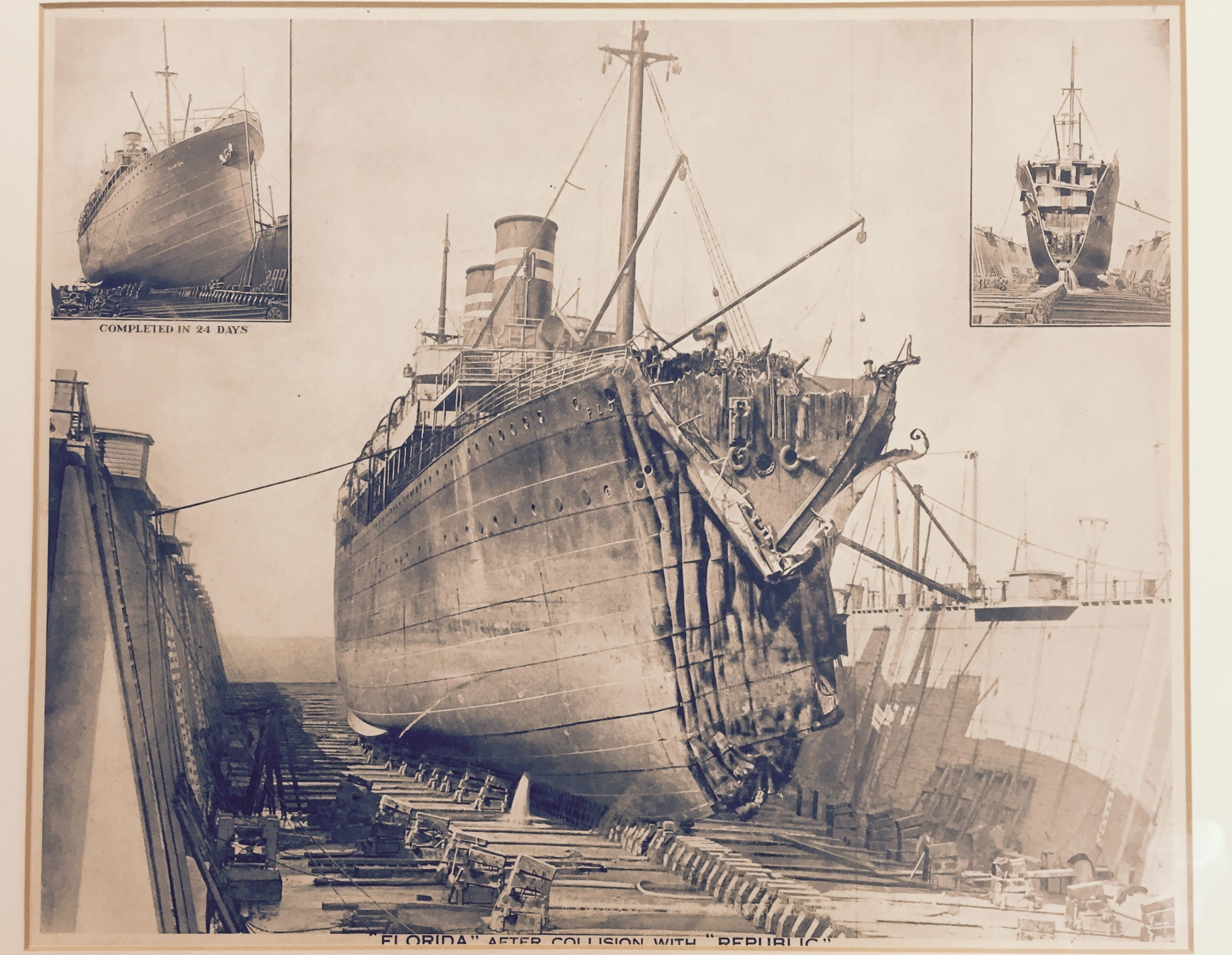
Srážkou poškozená příď plavidla SS Florida

Dne 23. ledna 1909 Republic opustil New York a plul do Neapole. Když proplouval v husté mlze kolem Nantucketu, srazil se s italským zaoceánským parníkem Florida. Republic byl zasažen uprostřed trupu na levoboku a jeho strojovna byla okamžitě zatopena. Vybaven bezdrátovým rádiem, vyslal jako první nový nouzový signál CQD. Jedna z lodí White Star Line, Baltic, zachytila volání a okamžitě se vydala na pomoc. Zapojila se také pobřežní hlídka, která se snažila zpomalit zaplavování lodi. Příští ráno se Republic potopil jako největší potopená loď na světě. Při strážce zemřelo šest osob, po třech na obou lodích. Na lodi Republic to byli tři pasažéři: bankéř William J. Mooney a obchodník Eugene Lynch a manželkou Mary Lynch. White Star Line dosáhla náhrady škody v soudním sporu se společností Lloyd Italiano Line, vlastníka plavidla Florida.